# Heinz Leymann
Heinz Leymann, švedski industrijski psiholog, doktor znanosti, profesor in raziskovalec, * 17. julij 1932, Wolfenbüttel, Nemčija, † 26. februar 1999, Stockholm, Švedska.

## Življenje in akademsko ozadje
Rodil se je v Nemčiji, v delavski družini. Njegov oče se ni veliko zanimal za njegova intelektualna nagnjenja. Deček je odraščal sredi krize in razdejanja, ki ga je povzročila druga svetovna vojna. Pri trinajstih letih je bil priča porazu nemške diktature in okupaciji domovine z nekdanjimi sovražniki.
Leta 1955, ko mu je bilo 23 let, se je preselil na Švedsko. Tam se je zaposlil kot oblikovalec notranje opreme. Poročil se je z žensko finskega rodu, s katero sta imela dva otroka. Leta 1974 sta se ločila in nikoli več se ni ponovno poročil.
Šele po njegovi migraciji na Švedsko se je odločil za akademsko kariero. Vpisal se je v nacionalni program, ki je ponujal univerzitetno šolanje za odrasle, starejše od 25 let, s štiriletnimi delovnimi izkušnjami. Začel je obiskovati tečaje ekonomije, sociologije, psihologije in pedagogike. Leta 1978, v starosti 42 let, je dokončal doktorat v okviru tega programa. Hkrati je postal tudi prvi priseljenec, ki mu je to uspelo, s čimer je potrdil svojo tezo »Can Working Life Be Democratized?«.
Nato je deloval kot raziskovalec na Uradu za varnost in zdravje pri delu. Še vedno je nadaljeval tudi šolanje na fakulteti znotraj Univerze v Stockholmu. Leta 1989, v starosti 57 let, je doktoriral iz medicine s specializacijo iz psihiatrije na Univerzi v Umei. Od leta 1992 pa vse do svoje smrti (leta 1999) je bil v Umei tudi zaposlen kot profesor psihologije ter znanstvenih študij s področja dela.
Leta 1994 je s podporo švedske zdravstvene službe ustanovil zasebno kliniko za zdravljenje žrtev mobinga na delovnem mestu, ki se je nahajala v Karlskroni, na južni obali Švedske. Prednost je dajal zdravljenju posttravmatske stresne motnje (PTSM) pri tistih žrtvah, ki jih je mobing najhuje prizadel. Objavil je tudi podrobno raziskavo o prvih 64 bolnikih, ki so bili zdravljeni tam. Ta klinika danes ne obstaja več, se je pa odprla podobna klinika v nemškem mestu Saarbruecken, kjer obravnavajo bolnike s podobnimi zdravstvenimi težavami.
Leta 1996, pri 64 letih, so mu diagnosticirali raka na debelem črevesu. To mu ni vzelo volje do dela, pač pa je delal še bolj zagnano in aktivno. Na srečo je dve leti pred tem spoznal Sue Baxter, zobozdravnico ameriškega rodu, ki je živela na severu Švedske. Z Leymannovimi deli se je srečala po naključju med brskanjem v javni knjižnici. Bila so ji všeč, zato je stopila v stik z avtorjem. Ker je bilo Leymannovo znanje angleščine omejeno, je Sue Baxter prevedla njegovo glavno delo v angleški jezik.
V septembru 1998 je Leymann prosil Baxterjevo, da se preseli s severa Švedske na jug, da mu bo tako lažje pomagala nadaljevati njegovo delo, saj je njegova bolezen napredovala. Sue je tako tudi naredila. Leymann je umrl 26. februarja 1999 in Sue je bila ena od dveh žensk, katerim je v svoji oporoki zaupal svojo literarno zapuščino.
Druga ženska je bila Noa Zanolli Davenport, švicarska antropologinja, živeča v Iowi in delujoča kot mednarodna svetovalka pri reševanju sporov. Zanolli se je srečala z Leymannovim delom, katero jo je tako prevzelo, da je njega in Sue Baxter obiskala na Švedskem nekaj mesecev pred Leymannovo smrtjo. Zanolli ter še dva kolega v Iowi, Ruth Distler Schwartz in Gail Pursell Elliot, so se odločili, da bodo skupaj izdali prvo ameriško knjigo na njihovem področju, in sicer Mobbing: Emotional Abuse in the American Workplace (Ames, IA: Civil Society Publishing). Izšla je manj kot šest mesecev po Leymannovi smrti. Posvečena je bila njemu v spomin.
Leymann je priznaval moč elektronskih medijev za razširjanje rezultatov raziskav, zato je leta 1996 oblikoval svojo spletno »mobing enciklopedijo« (The Mobbing Encyclopaedia), ki je še vedno aktualna na spletu ter zavezana k temu, da je dostopna v povezavi s spletno stranjo Heinz Leymann Memorial Website na mobing portalu.
Njegovi sodobniki ga opisujejo kot človeka, ki je bil "brez dlake na jeziku", pustolovski ter tudi nesramen in oster. Imel je globoko vero v demokracijo in človeško enakost, prizadeval si je za ohranjanje dostojanstva in pravičnosti na delovnem mestu. Tekom svojega življenja je veljal na Švedskem za precej kontroverznega, zato se po njegovi smrti nista niti akademska niti nevladna organizacija odločili, da bi institucionalizirali njegovo delo.

## Delo v povezavi z mobingom

### Definicija mobinga
Tekom 60-ih let 20. stoletja je Leymann odkril posebno vrsto dolgotrajnega nasilnega vedenja med otroci na šoli, kar je poimenoval z angleškim izrazom »mobbing«. V začetku 80-ih je podoben tip dolgotrajnega nasilnega vedenja našel tudi pri zaposlenih na delovnem mestu.
V šolskem kontekstu je raje uporabljal izraz »bullying«, medtem ko se je izraz »mobbing« začel uveljavljati kot oblika skupinskega nasilja.
Izraz »mobbing« je oblikoval leta 1984, čeprav gre verjetno za precej star pojem, ki je dobro poznan v vsaki kulturi od začetka njenega obstoja. Mobing je bil sistematično preučevan in opisan šele v raziskavi leta 1982, na podlagi katere je nastalo manjše znanstveno poročilo jeseni 1983 in objavljeno v začetku leta 1984 v The National Board of Occupational Safety and Health v Stockholmu.
Operacionalna definicija mobinga po Leymannu se glasi:
Psihično nasilje ali mobing na delovnem mestu pomeni sovražno in neetično komunikacijo enega ali več posameznikov, sistematično in najpogosteje usmerjeno proti enemu posamezniku, ki je zaradi mobinga porinjen v položaj nemoči, kjer nima zaščite in kjer tudi ostaja zaradi kontinuiranih dejanj mobinga. Ta dejanja se pojavljajo zelo pogosto, skoraj vsak dan oz. najmanj enkrat tedensko in v daljšem časovnem obdobju, najmanj šest mesecev.
Gre torej za dolgotrajno izpostavljenost negativnemu in agresivnemu vedenju primarno psihične narave. Zaradi frekvence in trajanja jim pogosto sledijo precejšnje psihične, psihosomatske in socialne težave. Definicija izpušča začasne konflikte na delovnem mestu in se osredotoča na tranzitno cono, znotraj katere socialna situacija vodi do psihiatričnih in/ali psihosomatskih patoloških stanj.

### Faze mobinga
Leymann je v svoji raziskavi odkril pet faz pri pojavu mobinga, ki jih je med seboj ločil glede na njihove socialne značilnosti:
1. faza: Kritični spori
Vsak proces mobinga se začne s sporno situacijo, ki jo opredelimo kot konflikt. Ta prva faza še ni opredeljena kot mobing. Situacija je rešljiva, če so vpletene strani pripravljene sprejemati kompromise in najti za obe strani sprejemljivo rešitev. Če v konfliktni situaciji ena stran prevlada nad drugo in se ne trudi reševati spora, se odnosi zaostrijo, kar lahko privede do mobinga. Ko mobing prehaja iz prve faze v drugo, se iz strokovnega konflikta razvije osebni spor.
2. faza: Mobing in stigmatizacija
Konflikt v prvi fazi ni bil rešen in je prešel na osebno raven. Začne se faza psihoterorja, v kateri napadalec oziroma skupina načrtno izvaja dejanja, ki žrtvi škodijo. S širjenjem govoric, obrekovanjem in norčevanjem je napadeno žrtvino dostojanstvo. Žrtvi onemogočijo normalno komunikacijo, jo ignorirajo in izolirajo od ostalega kolektiva. Prisotne so stalne grožnje in nadlegovanje. Tako postane žrtev v zelo kratkem času po začetnem konfliktu nezaželena. Ker ostali v podjetju, sicer nevpleteni v konflikt, opazijo žrtvino nenavadno vedenje, se je pričnejo izogibati. Prve psihične in fizične težave se začnejo kazati po šestih mesecih in pričnejo resno ogrožati žrtvino zdravje.
3. faza: Intervencija managementa
Žrtev zaradi nenehnih napadov in pomanjkanja socialnih stikov nazaduje na svojem delovnem področju. Zaradi fizičnih in psihični posledic se poveča bolniška odsotnost od dela. Upade motivacija za delo in osredotočenost na delo, zaradi česar prihaja do vse pogostejših delovnih napak. Zmanjšana učinkovitost delavca negativno vpliva na celotno organizacijo, zato v problem posežejo nadrejeni. V tem trenutku primer mobinga postane »uraden«. Zaradi problematičnega vedenja je žrtev s strani vodstva pogosto negativno obravnavana. Ker imajo žrtve v tem primeru občutek, da se jim dela krivica, pogosto zapadejo v depresijo. Lahko se pojavita tudi zloraba drog in alkoholizem.
4. faza: Napačna diagnoza
V tej fazi se žrtev bori za svoj socialni obstanek. Zaradi vse resnejših psihosomatskih motenj žrtve pogosto poiščejo zdravniško pomoč. Pri tem veliko nevarnost predstavlja strokovna nepodkovanost psihiatrov ali psihologov s področja mobinga, zaradi česar lahko žrtvi postavijo napačno diagnozo. V tem primeri je predpisano zdravljenje prizadete osebe napačno, kar pomeni neuspešen poskus priprave žrtve mobinga na ponovno vrnitev na trg delovne sile.
5. faza: Izključitev
Primeri mobinga, ki preidejo v peto fazo, se večinoma končajo s prekinitvijo delovnega razmerja. Ponovni vstop žrtev mobinga na trg dela je skoraj nemogoč. Po več letih nenehnega psihičnega nasilja bolezni postanejo kronične. Večina žrtev se poslužuje invalidske upokojitve, saj so za delo nesposobne. Poleg tega zaradi problematične delovne preteklosti oziroma slabega ugleda težko dobijo novo zaposlitev.

### Merjenje mobinga
Leymann je v namen raziskovanja pogostosti mobinga v delovnih organizacijah oblikoval merski pripomoček vprašalnik LIPT (Leymann Inventory of Psychological Terrorization).
Pri sestavi vprašalnika je moral natančneje opredeliti kriterije. Definiral je 45 dejanj, ki naj bi bila mobing dejanja, o mobingu pa naj bi govorili takrat, ko se eno ali več dejanj od teh 45 dogaja vsaj pol leta ali več, najmanj enkrat na teden.
Pri opredeljevanju mobing dejanj je upošteval navedbe žrtev ter dejstvo, da so ta dejanja imela zdravstvene posledice oziroma da je bil zdravstveni problem v zadnjih dvanajstih mesecih akuten. S tem je potrdil in zagotovil večjo objektivnost k subjektivnim zaznavam in občutjem žrtev.
Leymann je mobing dejanja, ki so predstavljala osnovo vprašalnika LIPT, kategoriziral glede na njihov namen v pet skupin:
- Napadi na možnost izražanja oziroma komuniciranja žrtve: omejevanje možnosti izražanja in komuniciranja, večkratno prekinjanje in jemanje besede, kričanje, glasno obrekovanje, stalno kritiziranje dela ali privatnega življenja, nasilje preko telefona, verbalne grožnje in pritiski, pisne grožnje, izmikanje neposrednim kontaktom, odklonilne geste in pogledi, dajanje nejasnih pripomb.
- Napadi na socialne stike žrtve: nekomuniciranje z žrtvijo, ignoriranje, fizična izolacija od sodelavcev.
- Napadi na osebni ugled žrtve: obrekovanje za hrbtom, širjenje govoric, poskusi smešenja žrtve, siljenje žrtve v psihiatrične preiskave, norčevanje iz žrtvine prizadetosti ali invalidnosti, oponašanje hoje, gest in drugih vedenjskih vzorcev z namenom osmešiti žrtev, norčevanje iz verskega ali političnega prepričanja, norčevanje iz zasebnega življenja žrtve, narodnosti, siljenje k opravljanju del, ki negativno vplivajo na samozavest, zmerjanje s ponižujočimi izrazi, spolno nadlegovanje v obliki poskusov spolnega zbliževanja ali verbalnih spolnih spodbud, dvom v odločitve žrtve.
- Napadi na kakovost dela žrtve: dodeljevanje nesmiselnih nalog ali nalog nad nivojem sposobnosti in kvalifikacij, nenehno dodeljevanje novih zadolžitev, dodeljevanje nalog, ki žalijo dostojanstvo ali pa so pod nivojem sposobnosti in kvalifikacij z namenom diskreditacije.
- Napadi na zdravje žrtve: siljenje žrtve k opravljanju zdravju škodljivih del, grožnje s fizičnim nasiljem, uporaba lažjega nasilja z namenom »discipliniranja« žrtve, fizično zlorabljanje, namerno povzročanje škode in stroškov žrtvi, povzročanje psihične škode doma in na delovnem mestu, spolni napadi.

Pojavila se je tudi kritika seznama 45 mobing dejanj, in sicer, da ne zajema vseh možnih vrst napadov  ter da se nekatera dejanja težko ponavljajo vsak teden (vsaj enkrat tedensko), kot zahteva statistična definicija oz. LIPT  za definiranje osebe kot žrtve. Poleg tega lahko nasilneži uporabljajo širok spekter napadov, kar lahko zopet vpliva na (ne)opredelitev osebe kot žrtve.
Vprašalnik je bil validiran in izboljšan za razlikovanje med zaposlenimi, ki so, in tistimi, ki niso izpostavljeni mobingu. Tudi v Sloveniji se v raziskovalne namene uporabljajo prevedeni in glede na potrebe raziskovanja in ciljno populacijo prirejeni vprašalniki LIPT.

### Raziskave in članki
Prvotna raziskava na področju mobinga na delovnem mestu je obsegala podrobne študije primera na vzorcu medicinskih sester, ki so naredile oz. poskušale narediti samomor zaradi dogodkov na delovnem mestu. Od začetka 80-ih let dalje je bilo izvedenih še veliko raziskav, ki so preučevale fenomen mobinga. Večina jih je bila izvedena v skandinavskih državah. Te študije so omogočile vpogled v statistične podatke o pogostosti mobinga na delovnem mestu v vključenih državah.
Kot profesor in praktični psiholog je Leymann poudarjal posttravmatsko stresno motnjo kot enega od stranskih učinkov mobinga, ki pa pogosto ni diagnosticiran. Kot raziskovalec je pridobil veliko izkušenj pri delu s pacienti v klinični praksi. Njegov vzorec pacientov (žrtev mobinga) naj bi obsegal okrog 1300 pacientov, od tega je bilo 300 pacientov hospitaliziranih in zdravljenih v njegovi kliniki s posebnim tretmanskim programom. Preko kliničnega pregleda je identificiral različne učinke mobinga, ki jih je klasificiral v štiri skupine:
- Socialni učinki: socialna izolacija, stigmatizacija, prostovoljna brezposelnost, socialno neodgovarjanje.
- Psihosocialni učinki: izguba virov soočanja in spoprijemanja, veliko virov spoprijemanja je povezanih s socialno situacijo. Če se ta spremeni v negativni smeri, se sistem spoprijemanja posameznika zruši.
- Psihološki: občutki obupa, popolne nemoči, velik bes zaradi pomanjkanja pravnih sredstev, velika anksioznost in brezup.
- Psihosomatski in psihiatrični: depresivnost, hiperaktivnost, kompulzivnost, samomor, psihosomatska obolenja. Obstajajo sumi, da so izkušnje iz socialnih situacij povezane z imunskim sistemom in pojavom različnih rakovih obolenj.

Večina Leymannovih raziskovalnih člankov je objavljenih v angleščini, nekaj pa jih je še vedno dostopnih samo v švedščini.
Raziskovalni članki:
1. "Bank Robberies Research"
Izvedena je bila v letih med 1985 in 1990. Objavljenih je bilo več člankov, osnovanih na intervjujih z 221 bančnimi uslužbenci. Analizirali so faktor tveganja za razvoj kratko in dolgotrajne anksioznosti po travmatičnem dogodku – bančnem ropu. Ugotovitve so opisane in objavljene v petih člankih:
- Leymann, H.(1985). "Somatic and psychological symptoms after the experience of life threatening events: A profile analysis." Victimology, 10, 1-4, 512-538.

Avtor v članku analizira in opisuje, kako stresni simptomi, izzvani s travmatičnim dogodkom (bančni rop), upadajo s časom.
- Leymann, H. (1988). "Stress reactions after bank robberies: Psychological and psychosomatic reaction patterns." Work and stress, 2.2, 123-132.

Avtor v članku razpravlja o razlikah v številu in naravi simptomov, o katerih poročajo različne skupine bančnih uslužbencev po ropu. Različne skupine so podale signifikantno (statistično pomembno) različne rezultate. Npr. ženske se spominjajo več simptomov kot moški.
- Leymann, H.(1990). "Social support after armed robbery in the workplace." The victimology handbook: research findings, treatment, and public policy. New York: Garland Publishing, Inc, : 285-304.

Avtor v tem članku razpravlja o pomenu socialne podpore po bančnem ropu. Podpora s strani družine in prijateljev je imela na žrtev pozitiven učinek, pozornost s strani medijev pa je imela negativen učinek.
- Leymann, H. (1990). "The Immediate situational fear and its relationship to long-term anxiety.” Psychiatry Research.

Avtor v članku razpravlja o anksioznosti v takojšnjih reakcijah na bančni rop.
- Leymann, H. (1990). "Long-term anxiety after the experience of a bank robbery – a multivariate analysis.” Psychiatry Research.

Avtor v članku predstavlja sistematično demonstracijo, kako pogoji bančnega ropa determinirajo vzpostavitev dolgotrajne anskioznosti.
- Leymann, H. (1990). Psychological reactions to violence in working life: bank robberies. Department of Psychiatry, Umea University.

Avtor predstavi disertacijo raziskave. Gre za celosten povzetek vsega dela in ugotovitev tekom raziskave.
2. "Person Under Train Research"
Ta raziskava je opisana v dveh ločenih člankih. Gre za študijo, v kateri so preučevali ciljno skupino 40 voznikov podzemnih železnic, kateri so povozili nekoga na tirih. Udeležencem so sledili in preučevali v časovnih intervalih 3 tedne, 3 mesece in leto dni po nesreči.
- Theorell, T., Leymann, H., Jodko, M., Konarski, K., et al. (1992). "’Person under train’ incidents: Medical consequences for subway drivers." Psychosomatic medicine, 54.4, 480-488.

Ta članek je bolj podroben. Vsebuje tudi daljši opis metode in analize, ki je bila uporabljena in izvedena.
- Theorell, T., Leymann, H., Jodko, M. Konarski, K., et al. (1994). "’Person under train’ incidents from the subway driver's point of view: A prospective 1-year follow-up study: The design, and medical and psychiatric data." Social science & medicine, 38.3, 471-475.

Ta članek je krajši, ponuja pa hitrejši pregled glavnih ugotovitev in zaključkov raziskave.
3. "Major Railway Accidents Researsch"
Raziskava je preučevala psihološke reakcije pri 101 strojevodjih, ki so povozili koga na železnici.
- Malt, U. F., Karlehagen, S., Hoff, H., Tibell, E., Herrstromer, U., Hildingson, K., Leymann, H. (1993). "The effect of major railway accidents on the psychological health of train drivers--I. Acute psychological responses to accident." Journal of psychometric research, 37.8, 793-805.

Prvi članek opisuje akutne in takojšnje reakcije na stres. Vozniki so bili intervjuvani v nekaj urah ali nekaj dneh po nesreči.
- Karlehagen, S., Malt, U. F., Hoff, H., Tibell, E., Herrstromer, U., Hildingson, K., Leymann, H. (1993) "The effect of major railway accidents on the psychological health of train drivers--II. A longitudinal study of the one-year outcome after the accident." Journal of psychometric research, 37.8, 807-817.

Drugi članek opisuje dolgotrajne učinke stresnega in travmatinega dogodka na strojevodje. Vozniki so bili intervjuvani mesec dni in nato še leto dni po travmatičnem dogodku.
4. Drugi raziskovalni članki:
- Leymann, H. (1987). "The Significance of the Learning-Process Underlying Democratic Participation." Economic and industrial democracy, 8.1, 111-130.

Leymann gradi na preteklem delu, pri katerem je ugotovil, da so zmožnosti učenja redko vgrajene v delovno okolje. V tem članku trdi, da gre pravzaprav za sposobnost zaposlenega izkusiti delovno okolje kot demokracijo.
- Leymann, H. (1990). "Mobbing and psychological terror at workplaces." Violence and Victims, 5.2, 119-126.

To je prvi Leymannov članek o mobingu, ki je bil objavljen v ZDA. Je njegov bistveni, esencialni članek, v katerem opisuje faze in posledice mobinga na delovnem mestu. Predstavi tudi preventivne načrte.
- Leymann, H. (1996). "The Content and Development of Mobbing at Work." European Journal of Work and Organizational Psychology, 5.2, 165-184.

Članek obsega jasen pregled nad mobingom na delovnem mestu: praktični primeri, definicije, opisi tipičnih vsebin in predmetov mobinga. Avtor predlaga tudi različne preventivne strategije.
- Leymann, H. in Gustafsson, A. (1996). "Mobbing at work and the development of post-traumatic stress disorders." European Journal of Work and Organizational Psychology, 5.2, 251-275

Članek je diskusija o hudih psihosomatskih zdravstvenih posledicah mobinga na delovnem mestu. Analiza 64 bolnikov, ki so bili izpostavljeni mobingu, razkriva, da so pri vseh skupni hudi simptomi PTSM (PTSD).

### Publikacije in knjige
Publikacije
- Leymann, H. (1986).  Vuxenmobbing – om psykiskt vald I arbetslivet. Stockholm: Studentlitterateur (Adult Mobbing: on Mental Violence in Working Life)
- Leymann, H. (1992). Från mobbning til utslagning i arbetslivet. Stockholm: Publica. (From Mobbing to Eliminiation in Working Life)

Knjige
V angleščini:
- Leymann, H. in Kornbluh, H. (Eds.) (1989). Socialization and Learning at Work.A new approach to the Learning Process in the Workplace and Society. Aldershot Hants: Gower Publishing Avebury.
- Zapf, D. in Leymann, H. (Eds.)(1996). Mobbing and Victimization at Work. A Special Issue of The European Journal of Work and Organizational Psychology. 5.2

V švedščini:
- Leymann, H. (1978). Kan arebtslivet demokratiseras? Metoder för förändringsarbete i organisationer med tyngdpunkt på inlärning. Stockholm: Management Media. (Is Democracy at the Workplace Possible?)
- Leymann, H. (1986).  Vuxenmobbing – om psykiskt våld I arbetslivet. Stockholm: Studentlitterateur. (Adult mobbing — on Mental Violence in the Workplace.)
- Leymann, H. (1987). Teknik, arbetsvillkor och lärande: En översikt över ett forskningsområde . Stockholm: Styrelsen för Teknisk Utveckling - NUTEK. (Technology, Working Conditions and Learning: An Overview.)
- Leymann, H. (1988). Ingen annan utväg. Stockholm: Wahlstrom and Widstrand. (No Other Way Out.)
- Leymann, H. (1989). När livet slartill. Lund: Natur och Kultur. (When Life Strikes.)
- Leymann, H. (1991). Medling och psykosocial rehabilitering. Stockholm: Almanna Forlaget. (Arbitration and Psychosocial Rehabilitation.)
- Leymann, H. (1992). Från mobbning til utslagning: arbetslivet. Stockholm: Publica. (From Mobbing to Elimination in Working Life.)
- Leymann, H. in Andersson, K. (1986). Förändring i samverkan. Lund: Studentlitterateur. (Change in Cooperation.)
- Leymann, H. in Gustafsson, A. (1998). Självmordsfabriken. Stockholm: Norstedts Juridik. (Suicide factory.)
- Leymann, H. in Gustavsson, B. G. (1990). Lärande i arbetslivet. Lund: Studentlitteratur. (Learning in the Workplace: Theories on Learning and Work Experiences in Swedish Work Llife.)

V nemščini:
- Leymann, H. (1993). Mobbing. Psychoterror am Arbeitsplatz und wie man sich dagegen wehren kann. Reinbek: Rowolt Verlag. (Mobbing: Psychological Terror at the Workplace and How to Overcome it.)

Opozorimo na psihično nasilje in čustveno posiljevanje, ki se dogaja na delovnem mestu. Ne maskirajmo problematike zgolj s terminom mobing.       
— Leymann, Adult Mobbing: on Mental Violence in Working Life